# Léon Metchnikoff
Léon Metchnikoff  (russisch Лев Ильич Мечников, wiss. Transliteration Lev Il'ič Mečnikov, dt. Form Lew Iljitsch Metschnikow; * 18. Maijul. / 30. Mai 1838greg. in Sankt Petersburg; † 18. Junijul. / 30. Juni 1888greg. in Clarens VD) war ein russischer Geograph.
Metchnikoff wirkte an Élisée Reclus’ Nouvelle Géographie Universelle mit, war von 1883 bis 1888 Dozent an der Akademie Neuenburg und 1885 Mitbegründer der Société neuchâteloise de géographie. Nach ihm sind der Mechnikov Peak und die Metschnikow-Nunatakker in der Antarktis benannt.

## Herkunft
Der Adelige Metschnikow war Sohn eines Gardeoffiziers aus St. Petersburg und einer Schriftstellerstochter. Die väterlichen Vorfahren waren Anfang des 18. Jahrhunderts aus Moldawien nach Russland eingewandert, Metschnikows Name (meč: russ. für „Schwert“) ist eine Lehnsübersetzung von rumänisch „Spatarenko“ („Schwertträger“). Sein Großvater mütterlicherseits war der Schriftsteller Lew Nikolajewitsch Newachowitsch (Jechuda Lejb Ben Noach, 1776–1831) aus Podolien, einer der ersten jüdischen Aufklärer (Haskala) in Russland. Sein jüngerer Bruder war der Nobelpreisträger für Medizin Ilja Iljitsch Metschnikow (1845–1916), sein anderer Bruder Iwan war das literarische Vorbild für die Hauptperson in Der Tod des Iwan Iljitsch von Lew Nikolajewitsch Tolstoi.

## Schriften (Auswahl)
- L’empire japonais. Imprimerie orientale de L’Atsume Gusa, Genève 1878.
- La Civilisation et les grands fleuves historiques. Hachette, Paris 1889.
- Renato Risaliti (Hrsg.): Memorie di un garibaldino – la spedizione dei mille (= Biblioteca del viaggio in Italia – Grandi libri del centocinquantenario dell’unità dell’Italia. Band 91). Centro interuniversitario di ricerche sul viaggio in Italia, Moncalieri 2008, ISBN 978-88-7760-091-2.
- Renato Risaliti (Hrsg.):  Sull’Italia risorgimentale(= Biblioteca del viaggio in Italia – Grandi libri del centocinquantenario dell’unità dell’Italia. Band 96). Centro interuniversitario di ricerche sul viaggio in Italia, Moncalieri 2011, ISBN 978-88-7760-096-7.